# ピット (核兵器)

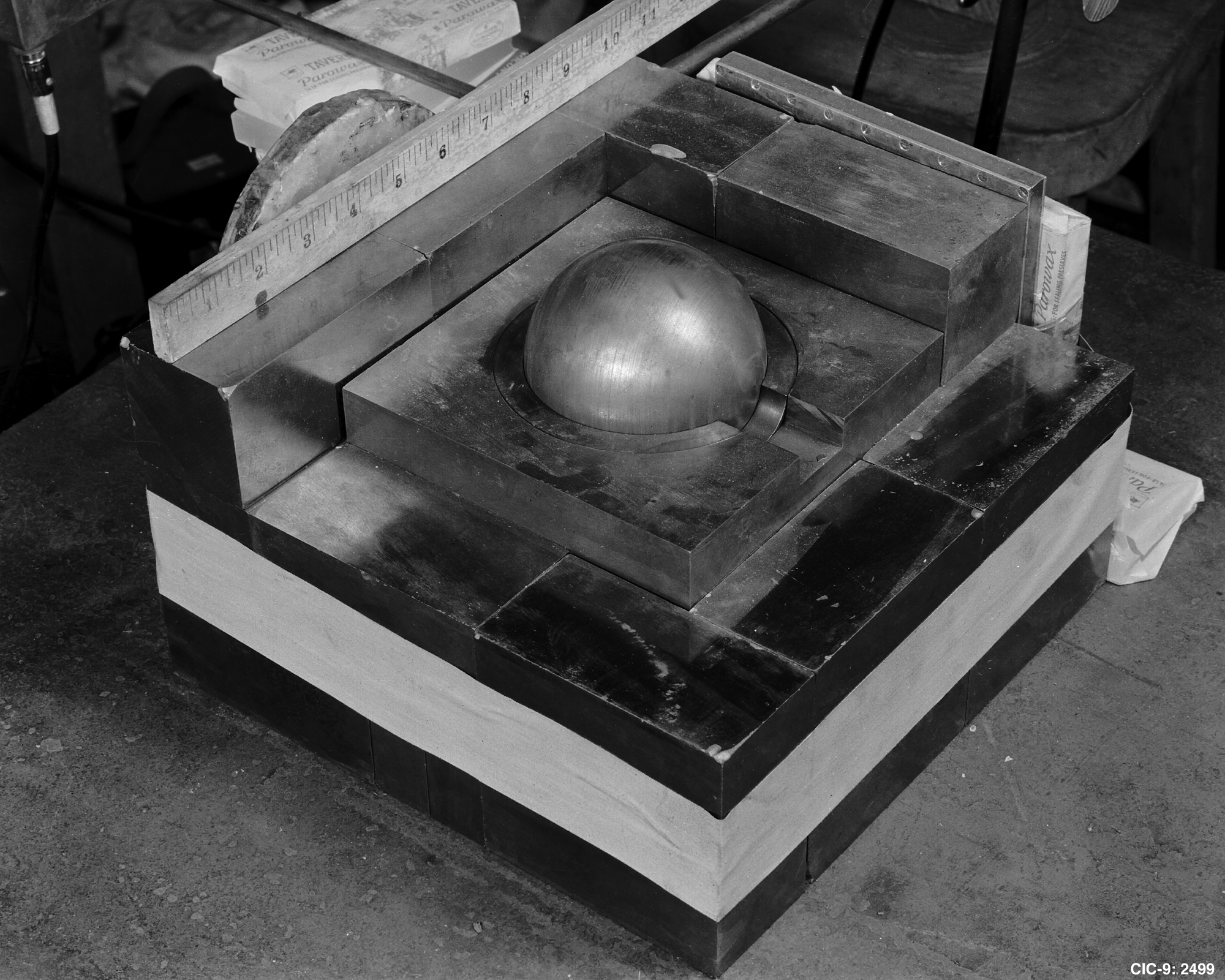
デーモン・コア。プルトニウムの臨界量を求めるための実験に使われ、後にクロスロード作戦エイブル実験で用いられた。1945年と1946年に臨界事故を起こし、2名の科学者の命を奪った。プルトニウム球の周りは中性子を反射する炭化タングステンのブロックで囲まれている。

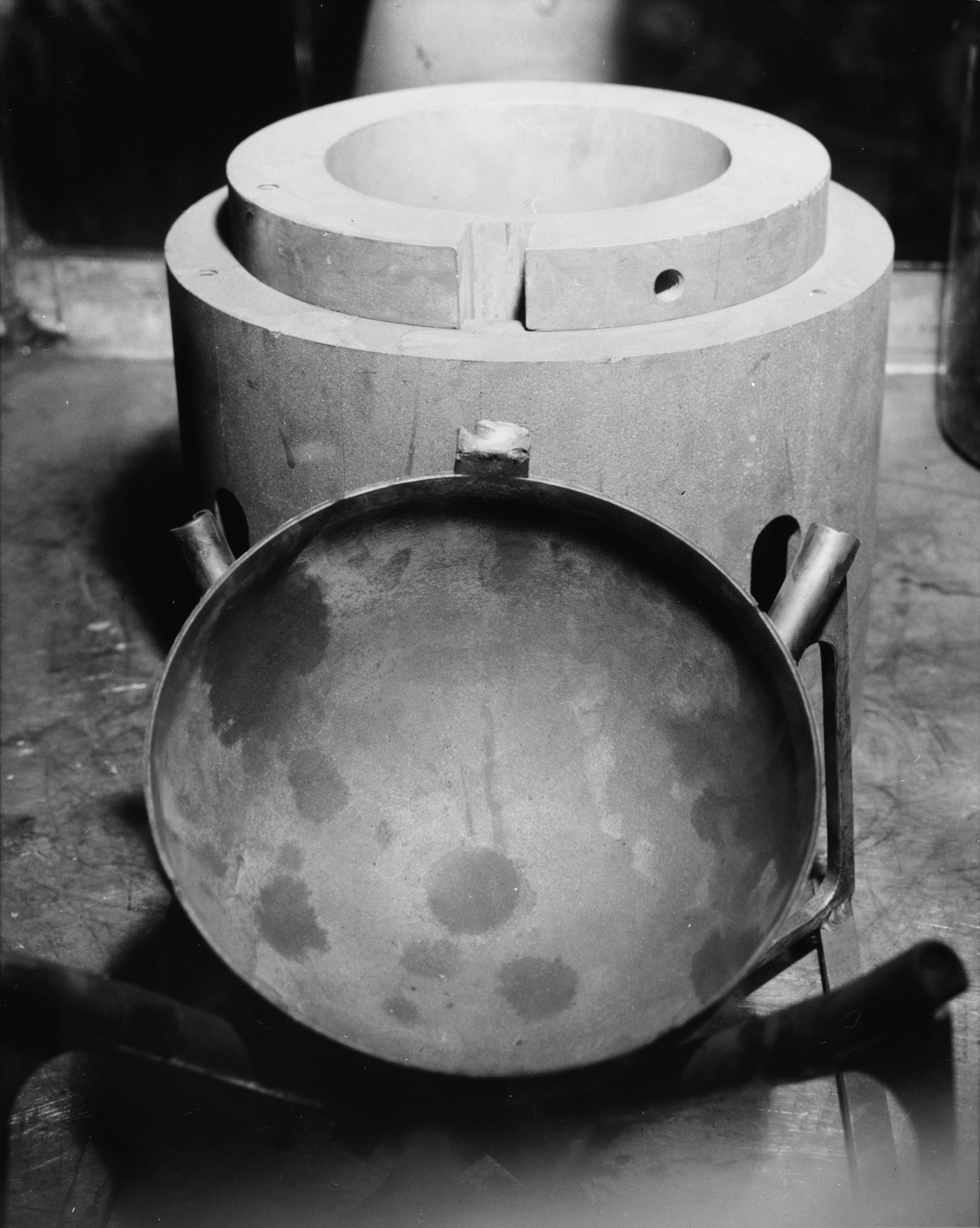
プルトニウム製ピット生産用の精密鋳型（1959年）

ピットは爆縮型核兵器において核分裂性物質およびそれに取り付けられた中性子反射体またはタンパーからなるコアのことで、桃やアンズの固い種にちなんで名付けられた。1950年代に実験に供された核兵器のピットはウラン235のみ、あるいはウラン235とプルトニウムの複合材で作られていたが、プルトニウムのみとする方が小型化できるため1960年代初めにはプルトニウムのみで作られるようになった。

## 設計

### クリスティ・ピット
最初の核兵器に用いられたピットは均質型で、中心に中性子点火器 urchin が収められていた。ガジェット と ファットマン は400 ℃・200 MPaでホットプレス成形した直径 9.2 センチメートルの半球型ピット（中央に点火器を収める直径 2.5 センチメートルの空間を設けてあった）を用いていた。ガジェットに用いられたピットには厚さ0.13 ミリメートルの銀が電気めっきされていたが、膨れを生じたため削り落として金箔を張り直さなければならなかった。このため、ファットマンで用いられたピットにはニッケルメッキが施された。中空ピット（hollow pit）の方が効率が高いことは分かっていたが、爆縮レンズに求められる精度が非常に高くなることから技術的リスクを避けるためガジェットおよびファットマンには使われなかった。
後の設計では中性子点火器 TOM を使用したが、収容スペースが直径 1センチメートルで済むようになった。その後は内蔵型の中性子点火器は使われなくなり、ブースト型核分裂兵器ではパルス中性子源が利用されるようになった。
この設計は、エドワード・テラーのアイデアを元に実設計を行ったロバート・クリスティにちなみ、クリスティデザインと呼ばれている。 ピット本体を含む物理設計全体には非公式に「クリスティ（の）ガジェット（"Christy['s] Gadget"）」という愛称が付けられている。

### 浮上型ピット
タンパーとピットの間に空間を設けると、衝撃波がピットに達する前に速やかに加速されるため爆縮の効率が高まることが知られている。これは浮上型ピット（levitated-pit）と呼ばれており、1948年にファットマン型の原爆 Mark 4 で試されたが、すぐに中空ピットが開発されて時代遅れになってしまった。
浮上ピットを用いた初期の核兵器ではピットが取り外し可能になっていて、開放ピット（"open pit"）と呼ばれていた。ピットは本体とは別に、鳥かご（"birdcage"）と呼ばれる特別な容器に格納されていた。

### 中空ピット
中空ピット（"hollow pit"）を爆縮するとプルトニウムは内側に圧縮され、途中で衝突して高密度の球体となり超臨界に達する。勢いがついたプルトニウムはそれ自身がタンパーの役割を果たすため、タンパー層に用いるウランの量を減じることができ、弾頭の重量とサイズを小さくすることができる。中空ピットは従来の均質な球形のピットよりも効率がよいが、代わりに爆縮により高い精度が求められた。このため、最初の実用兵器には均質型のクリスティ・ピットが選ばれたのである。1945年8月に終戦を迎えると、研究者達は中空ピットの課題解決に集中することになり、理論部門のハンス・ベーテを中心として開発が進められた。中空ピットの開発が最大の関心事になったのは、プルトニウムが高価だったことと、プルトニウムを生産するB原子炉がトラブルを起こしがちだったためであった。
中空ピットは、爆縮の瞬間に内部の空洞に重水素と三重水素の等量混合物を注入することによって出力を増強できるという利点があった。これはブースト型核分裂兵器と呼ばれ、核爆発に必要なプルトニウムの量をさらに減らすことができた。また、重水素-三重水素混合物の注入量や中性子源からの中性子パルスの強度とタイミングを緻密に制御することにより、核出力を可変とすることもできた。

### 複合コアとウラン製ピット
当時、プルトニウム239の供給量が減ってきていたため、プルトニウムの使用量をさらに減らすため複合コア（"composite core"）が開発された。これは、プルトニウムの中空ピットの周りをさらに高濃縮ウランの中空ピットで囲んだものであった。複合コアは1947年の終わり頃にMark 3に搭載された。例えば、Mark 4 の複合コアは 2.5 キログラムのプルトニウムと 5 キログラムのウランを用いた 49-LCC-C コアであった。爆発の際に放出されるエネルギーに寄与するのはプルトニウムの35%とウランの25%だけであり、効率はよくなかったが、プルトニウムの使用量を節約できるのは核兵器を量産する上でメリットが大きかった。
異なるピット素材を検討する要因となったのは、プルトニウムとウランの振る舞いの違いである。プルトニウムの核分裂反応は速く、しかも多数の中性子を生成するので効率がよいが、生産コストが高いうえに稼働可能なプルトニウム生産炉も限られていたことから大量に調達するのは難しかった。一方、ウランの核分裂反応は遅く、そのため臨界量も多かったが、核兵器の量産に堪えるだけの生産量が確保できた。複合コアの検討は遅くとも1945年7月には始まり、1946年には利用可能になった。ロスアラモス国立研究所は全ウラン製ピットの設計を優先して進めることになった。新型ピットはサンドストーン作戦で実験に供された。
核兵器の出力はピットの選択により制御することができる。例えば、Mark 4 は必要な出力に応じて次の3種類のピットを使い分けるようになっていた。
- 49-LTC-C ・・・ 浮上型ウラン235製ピット（1948年5月14日のサンドストーン作戦ゼブラ実験で使用）
- 49-LCC-C ・・・ 浮上型ウラン-プルトニウム複合コア
- 50-LCC-C ・・・ 浮上型複合コア

この方法は、より現代的なピットが取り外せない核兵器において現場での核出力調整に使えるものではなかったが、あらかじめ戦術目的に応じた核出力を持つ複数のサブタイプを作り分けておくことができた。
初期のアメリカ製核兵器では ピットのアセンブリがタイプC とタイプD に標準化されていた。Mark 4はどちらも使用でき、飛行中に手作業で組み込んでいた。Mark 5ではタイプD を使用して飛行中に自動で組み込めるようになった。Mark 5を弾頭化した W5 も同様であった。続くMark 6では同じピットを使うようになった。
ピットはプルトニウム239のみ、プルトニウム239とウラン235の複合材、ウラン235のみのいずれでも構成できる。プルトニウムが最も一般的な選択だが、イギリスの バイオレットクラブ爆弾とオレンジヘラルド弾頭はそれぞれ87キログラムと117キログラム（資料によっては98キログラムと125キログラム）の高濃縮ウランで作った中空ピットを用いていた。グリーングラスコアも内部の直径560ミリメートル、厚さ3.6ミリメートル、重量70-86キログラムの高濃縮ウラン製の球殻で、周囲は天然ウランのタンパーで完全に覆われていた。こういった臨界量の何倍もの量の核分裂性物質を用いたピットは安全上のリスクが極めて大きく、たとえ爆縮が失敗して非対称になってもキロトン級の爆発を引き起こす恐れがある。純核分裂兵器で出力が最大のものは500キロトンを発揮するMark 18であり、中空ピットは60キログラムの高濃縮ウランでできていた。これは臨界量の4倍に相当し、アルミニウム-ホウ素合金の鎖をピットの中に入れることで安全化していた。

### 密閉ピット
密閉ピットはピットの周囲を金属で覆って開けられないようにした上で核兵器の中に収めたものである。これは周囲環境から核物質を保護し、火災や小爆発が起きた場合でも核物質が放出される懸念を小さくできる。最初に密閉ピットが用いられたのはW25核弾頭である。ピットを覆う金属はステンレス鋼のことが多いが、ベリリウムやアルミニウム、場合によってはバナジウムも使われる。ベリリウムは割れやすく毒性がある上に高価だが優れた中性子反射体でもあるので、ピットの臨界量を減らす必要がある場合には魅力的な選択肢となる。この場合にはプルトニウムとベリリウムの間にアルファ粒子を吸収する素材の層を設けなければならない。これはプルトニウムやアメリシウムなどが崩壊して生ずるアルファ粒子がベリリウムと反応して中性子を放出してしまうからである。ベリリウムをタンパー兼中性子反射体とするのは1950年代中頃から始まり、ロッキーフラッツ工場で粉末から圧縮成形した素材を加工して作られていた。
より現代的な設計でも中空ピットが用いられている。よく紹介されるプルトニウム製ピットはおおよそボウリング球ぐらいの大きさと重さで適切な金属にプルトニウムが内張りされた球殻であり、ブースト型核分裂兵器であればさらに三重水素を注入するための導管が設けられている。大きさは大抵テニスボールからボウリング球程度で正確に球形に仕上げられている。核分裂性物質の重量と同位体組成は兵器の性能に大きく影響することからクラス分けされている。中空ピットは半球を溶接してあり、ブースト用三重水素を注入するための導管がろう付け (外殻がベリリウムやアルミニウムの場合）か電子ビーム溶接またはTIG溶接 (ステンレス外殻の場合) で取り付けられている。 ベリリウム外殻のピットは脆くて割れやすく温度変化に敏感で、塩分や湿気で腐食されやすいため清掃が必要である。また、作業者が有毒なベリリウムに曝露することになる。
旧型のピットでは約 4 - 5 キログラムのプルトニウムが使用されていたが、新型のピットでは約 3 キログラムになっている。

### 線形爆縮ピット
さらなる小型化を達成するため、線形爆縮が導入された。これは細長くした亜臨界状態のピットに両側から衝撃波を加えることで超臨界状態の球形に整形するもので、衝撃波の形状を精密に制御することによって核弾頭を大幅に小型化できるようになった。一方で、事故によって不意に爆薬が起爆したときに大規模な核爆発に至る可能性が高かった。これは、従来の球形ピットは爆縮が非対称になれば核爆発は起こらず核兵器本体が破壊されるだけであったのと比較すると安全面で劣っていた。このため実用化にあたっては特別な設計上の注意や安全性試験が必要になった。線形爆縮ピットは核兵器の小型軽量化に大きく貢献する高度な技術であり、これによってMIRVが実現できるようになった。線形爆縮ピットが最初に採用されたのはW47核弾頭であった。アメリカで最新の核弾頭であるW88にも採用されており、ピットの形状は回転楕円体になっている。 
中国は1992年9月に非球形ピットを用いた核実験を成功させ、大きな技術的進歩を果たしたと言われている。

### 兵器間でのピット共通化
ピットは核兵器の設計において共通化できる。例えば、W89 核弾頭はW68 核弾頭のピットを再利用している。ピットの設計は標準化されており、異なるパッケージに収めたり、同じパッケージを別の弾頭に用いたりして共有することができる。ピットは再利用することもできる。特に解体核兵器の密閉ピットは直接再利用するために備蓄されている。プルトニウムガリウム合金の劣化率は低いため、保管ピットは100年以上保つと考えられている。米軍の武器庫に保管されているピットで一番古いものでも50年にも満たない。
密閉ピットには接合形と非接合形がある。非接合形は機械的に分解でき、プルトニウムの塊を分割するには旋盤があれば事足りる。一方、接合形ピットを再利用するには化学的な処理が必要になる。
現在では、ピットは直径 10 センチメートル程度まで小型化されている。

## 核兵器とピットタイプ
| 設計 | 核兵器          | ピットタイプ | 現状           | 使用先                                                 | 備考                                            |
| ---- | --------------- | ------------ | -------------- | ------------------------------------------------------ | ----------------------------------------------- |
| LANL | B61 mod3, 4, 10 | 123          | 永続的貯蔵弾頭 | 爆弾本体                                               |                                                 |
| LANL | B61 mod7, 11    | 125          | 永続的貯蔵弾頭 | 爆弾本体                                               |                                                 |
| LANL | B61 mod4        | 118          | 永続的貯蔵弾頭 | 爆弾本体                                               |                                                 |
| LANL | W76             | 116          | 永続的貯蔵弾頭 | UGM-96A トライデントI・UGM-133A トライデントII（SLBM） | 熱に敏感。                                      |
| LANL | W78             | 117          | 永続的貯蔵弾頭 | LGM-30 ミニットマン（ICBM）                            |                                                 |
| LANL | W80             | 124          | 永続的貯蔵弾頭 | AGM-86 ALCM、 AGM-129 ACM、 BGM-109 トマホーク         | B61の改良型でW84と酷似。 リバモアに移管。       |
| LANL | W80             | 119          | 永続的貯蔵弾頭 | AGM-86 ALCM、 AGM-129 ACM、 BGM-109 トマホーク         | B61の改良型でW84と酷似。 リバモアに移管。       |
| LANL | W80 mod0        | 不明         | 永続的貯蔵弾頭 | BGM-109 トマホーク                                     | 高純度プルトニウム239製。潜水艦用の低被曝仕様。 |
| LANL | W88             | 126          | 永続的貯蔵弾頭 | UGM-133A トライデント II（SLBM）                       | 線形爆縮型。 非球形ピット。                     |
| LLNL | B83             | MC3350       | 永続的貯蔵弾頭 | 自由落下爆弾本体                                       | 最重量級。耐火ピット。                          |
| LLNL | W62             | MC2406       | 永続的貯蔵弾頭 | LGM-30 ミニットマン（ICBM）                            |                                                 |
| LLNL | W84             | 不明         | 永続的貯蔵弾頭 | BGM-109G トマホーク（地対地核ミサイル仕様）            | W80と酷似。耐火ピット。                         |
| LLNL | W87             | MC3737       | 永続的貯蔵弾頭 | LGM-118A ピースキーパー（ICBM）                        | 耐火ピット。                                    |
| LANL | B28             | 83           | 退役           | 爆弾本体                                               |                                                 |
| LANL | B28 mod0        | 93           | 退役           | 爆弾本体                                               | 崩壊熱が最小。                                  |
| LANL | B43             | 79           | 退役           | 爆弾本体                                               | ベリリウム外殻。                                |
| LANL | B43 mod1        | 101          | 退役           |                                                        | プライマリにツェツェを使用。ベリリウム外殻。    |
| LANL | W33             | 不明         | 退役           | 203 mm（8 in）核砲弾                                   |                                                 |
| LANL | W44             | 74           | 退役           | RUR-5 アスロック（核爆雷仕様）                         | プライマリにツェツェを使用。ベリリウム外殻。    |
| LANL | W44 mod1        | 100          | 退役           |                                                        | プライマリにツェツェを使用。ベリリウム外殻。    |
| LANL | W50 mod1        | 103          | 退役           | MGM-31 パーシング（IRBM）                              | プライマリにツェツェを使用。                    |
| LANL | B54             | 81           | 退役           | 爆弾本体                                               | 長期保管時には清掃が必要。                      |
| LANL | B54 mod1        | 96           | 退役           | 爆弾本体                                               | 長期保管時には清掃が必要。                      |
| LANL | B57             | 104          | 退役           | 爆弾本体                                               | プライマリにツェツェを使用。                    |
| LANL | W59             | 90           | 退役           | LGM-30 ミニットマン I（ICBM）                          | プライマリにツェツェを使用。                    |
| LANL | B61 mod0        | 110          | 退役           | 爆弾本体                                               |                                                 |
| LANL | B61 mod2, 5     | 114          | 退役           | 爆弾本体                                               |                                                 |
| LANL | W66             | 112          | 退役           | スプリント(ABM）                                       |                                                 |
| LANL | W69             | 111          | 退役           | AGM-69 SRAM                                            |                                                 |
| LANL | W85             | 128          | 退役           | MGM-31 パーシングII（IRBM）                            |                                                 |
| LLNL | W48             | MC1397       | 退役           | 155 mm（6.1 in）核砲弾                                 | ベリリウム外殻。 長期保管時には清掃が必要。     |
| LLNL | W55             | MC1324       | 退役           | UUM-44 サブロック（SUM）                               | ベリリウム外殻か？                              |
| LLNL | W56             | MC1801       | 退役           | LGM-30 ミニットマン I・II（ICBM）                      | 放射線強化型弾頭。 長期保管時には清掃が必要。   |
| LLNL | W68             | MC1978       | 退役           | UGM-73 ポセイドン（SLBM）                              |                                                 |
| LLNL | W70 mod0        | MC2381       | 退役           | MGM-52 ランス（SRBM）                                  |                                                 |
| LLNL | W70 mod1        | MC2381a      | 退役           | MGM-52 ランス（SRBM）                                  |                                                 |
| LLNL | W70 mod2        | MC2381b      | 退役           | MGM-52 ランス（SRBM）                                  |                                                 |
| LLNL | W70 mod3        | MC2381c      | 退役           | MGM-52 ランス（SRBM）                                  | 放射線強化型弾頭。                              |
| LLNL | W71             | 不明         | 退役           | LIM-49 スパルタン(ABM）                                | 長期保管時には清掃が必要。                      |
| LLNL | W79             | MC2574       | 退役           | 203 mm（8 in）核砲弾                                   | ベリリウム外殻か？                              |

※ 設計担当研究所はロスアラモス国立研究所をLANL、ローレンス・リバモア国立研究所をLLNLと略記している。

## 安全性について

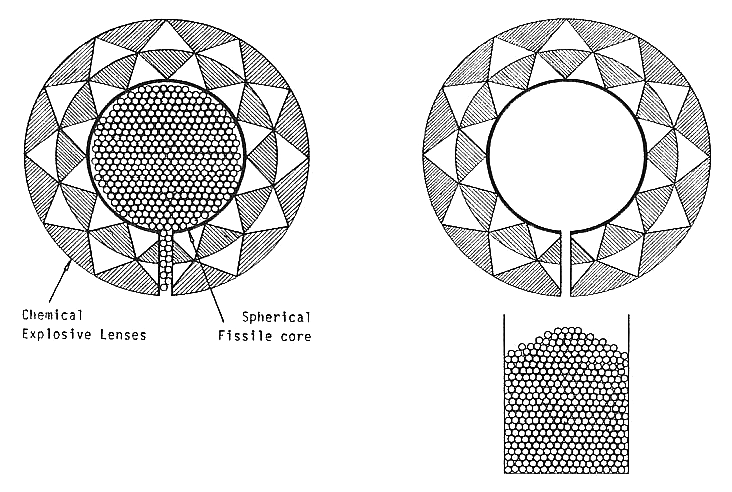
鋼球を用いた安全化

一点爆発安全性試験

初期の核兵器はピットが着脱可能になっており、輸送中は取り外しておいて、使用直前に取り付けるようになっていた。これによって輸送時の事故で核爆発が起きることを防ぐことが考えられていた。しかし、小型化を進めるうちに組立時に内部に組み込む設計を採るようになっていった。このため、何らかの事故で爆薬が起爆しても完全な核爆発が起こらないようにする必要が生じ、プロジェクト 56 のような安全性試験が行われるようになった。
事故による核爆発の懸念は常につきまとう。浮上ピットは輸送中にピットを取り付けられるように設計することで爆薬と核分裂物質のコアを分離していたので、事故による核爆弾の喪失または爆発事例はウラン製タンパーが吹き飛ぶだけで済んだものが大半であった。しかし、中空ピットではピットとタンパーは一体になっているのでそうはいかなくなった。
初期の核兵器では内部のキャビティにアクセス可能になっていた。そして、安全のため保管中はピットの中に詰め物をしておき、使用時に抜き取るようにしていた。たとえばイギリスのグリーングラスのような大型ピットでは、内部キャビティをゴム張りにしてあり、金属球を詰めるようになっていた。ただ、これはあまりにもにわか仕立てな対策で適切なものとは言えなかった。なぜなら、中に詰めた金属球が輸送中の振動によってピットを傷つけることもあったからである。金属球の代わりに中性子吸収材（原子炉の制御棒に使われるカドミウムなど）で作られた目の細かい鎖が使われることもあった。W47核弾頭では、ピットの製造時にカドミウム-ホウ素合金のワイヤーが詰めてあり、使用時には小型モーターで巻き取るようになっていた。しかし、このワイヤーはたいへん脆く、巻き取り時に中で折れてしまうと二度と取り出せなくなるため、弾頭が使用不能に陥る恐れがあった。
一体型ピットから中空ピットに切り替わっていくと、別の安全上の問題が生じた。中空ピットでは重量に対して表面積が大きくなったため、一体型ピットと比較して放射されるガンマ線の線量が高くなったのである。これにより、作業者を守るためにロッキーフラッツの製造プラントにはより効果的な放射線遮蔽が導入されることになった。また、圧延や機械加工が増えたため大量の加工油が必要になり、その脱脂のために用いる四塩化炭素も増えたため、大量の汚染廃棄物が生じるようになった。さらに、プルトニウムは自然発火性があるため、切削により発火する恐れもあった。
密閉ピットではまた異なる安全化手法が必要になった。事故や不適切な操作で爆発することがないよう、機械的なインターロックや火災や衝撃で働かないように設計された重要部品を用いるパーミッシブ・アクション・リンク（Permissive Action Links）やストロングリンク-ウィークリンク（strong link weak link）などのさまざまな技術が用いられた。
ベリリウム外殻は核兵器の効率向上に効果があったが、核兵器工場の作業者に健康リスクをもたらした。タンパー殻の加工時に生じるベリリウムや酸化ベリリウムの粉塵を吸入することで、ベリリウム症になる恐れがある。アメリカエネルギー省は、1996年までに原子力工業の作業者の間で50件以上の慢性ベリリウム症患者が発生していること、そのうち36人ほどがロッキーフラッツ工場の作業者であること、数人は既に亡くなっていることを確認していた。
1966年のパロマレス米軍機墜落事故や1968年のチューレ空軍基地米軍機墜落事故を受けて、アメリカ軍は事故によるプルトニウムの飛散を防ぐよう核兵器の安全化を図ることになった。
耐火ピット (Fire-resistant pits, FRP) は現代の核兵器の安全機能の一つであり、火災によるプルトニウム飛散の恐れを低減している。現在では航空燃料火災で想定される1000 ℃でも数時間に渡って溶融プルトニウムを保持できるように設計されている。 しかし、耐火ピットは耐火性はあっても耐爆性があるわけではないので、爆発で破壊されて周囲に飛散する可能性がある。そのため、強い衝撃や火災に遭っても爆発しない低感度爆薬と併用し、さらに搭載するミサイルには非爆発性推進剤が採用される。バナジウム外殻が試されたことがあるが、実際に採用されたのか実験に留まったのかは明らかにされていない。W87核弾頭は耐火ピットを採用している。しかし、耐火ピットは外殻の機械的破損を防ぐものではなく、航空燃料よりも高温になるミサイル推進剤の火炎（約2000 ℃）に完全に耐えられるものでもない。 また、重量やサイズの制限が厳しく耐火ピットも低感度爆薬も使えない場合がある。特に潜水艦発射弾道ミサイル（SLBM）はサイズの要求が厳しいことから高出力な代わりに不安定な推進剤を用いているため、大陸間弾道ミサイル（ICBM）と比較すると安全性が劣る。
ピット近傍に高エネルギー材料を用いることは安全性に影響する。アメリカのミサイル推進剤は大きく2クラスに分類されている。クラス1.3は火災の危険が大きいが非常に爆発しにくいもので、例えば過塩素酸アンモニウム 70%、アルミニウム 16%、結合剤 14%を配合したものである。クラス1.1は火災および爆発の危険があるもので、架橋ポリマーによるダブルベース推進剤、たとえばHMX 52%、ニトログリセリン 18%、アルミニウム 18%、過塩素酸アンモニウム 4%、結合剤 8%を配合したものなどである。クラス1.1推進剤は4%ほど比推力が高く（260秒に対して270秒）、燃焼時間も長い。低感度爆薬も爆発力が小さいため、爆縮に必要な威力を得るための必要量が増えることになり、核出力を確保するためにミサイルの射程を犠牲にして弾頭を重く大きくするか、ミサイルの射程を確保するために核出力を犠牲にするかを選ぶことになる。安全性と性能のトレードオフは特に潜水艦では重要な問題となる。1990年の潜水艦発射弾道ミサイル トライデント では爆発性推進剤と通常爆薬を採用していた。

## 材質
プルトニウムを鋳造し、さらに機械加工するのは困難である。これは毒性・放射性のためだけではなく、多様な同素体を持ち容易に相転移してしまうためである。プルトニウム塊を冷やすと相転移により歪が生じ、ひび割れてしまう。この歪はモル濃度 3-3.5%（重量パーセント濃度では0.9-1.0%）のガリウムを添加してプルトニウムガリウム合金とすることで防ぐことができる。プルトニウムガリウム合金は広い温度範囲でδ相をとり安定である。溶融状態から冷却固化させたとき、プルトニウムは4回相転移するのに対してプルトニウムガリウム合金はε相からδ相に1回相転移するだけであり、取り扱いが容易になる。+3価をとる他の金属も利用できる可能性があるが、ガリウムは中性子吸収断面積が小さく、プルトニウムの腐食を防ぐ効果があるため非常に都合がよい。一方、ガリウム化合物は腐食性があるため解体核兵器から抽出したプルトニウムから発電用原子炉で利用できる二酸化プルトニウムに転換する際にはガリウムを除去する必要がある上、ガリウムの除去自体が難しいという欠点がある。
プルトニウムは化学的に反応性が高いため、製造したピットの表面にメッキを施す必要がある。これは毒性による問題を防ぐ意味合いもある。ガジェットでは銀を電気メッキしていたが、後にはテトラカルボニルニッケルを用いた気相堆積法でニッケルメッキするようになった。 現在では金メッキが行われている。
最初のピットはプルトニウムが希少だったためホットプレスによって製造された。その後、機械加工で作られるようになったが、自然発火性のプルトニウム屑やプルトニウムで汚染された切削油や脱脂剤が大量に生じるという問題がある。このため最終的にはピットの直接鋳造が目標とされている。しかし、爆発を伴う核実験が行えないため、鋳造品と機械加工品のわずかな性質の違いが性能の差を生じるかを予測するのは難しいとされている。

### 腐食の問題
ウランもプルトニウムも非常に腐食されやすい。 UGM-27 ポラリスに搭載された W47 核弾頭 は定期点検で核物質に腐食が見つかって交換が必要になることがあった。後の W58 核弾頭 でも同じような腐食の問題が起きた。 W45 核弾頭はその形状から腐食を起こしやすかった。また、グリーングラスのピットも腐食しやすかった。ピットの放射性によって周囲の物質が腐食することもあった。プルトニウムは湿度に敏感で、湿った空気中では腐食の進行は200倍も早まる。特に水素による腐食は破壊的で、水素の存在により腐食速度は13桁（10兆倍）も加速される。水素は空気中の湿度や周囲の有機物（プラスチックなど）の放射線分解によって生じるため、これらの要素はプルトニウムの保管において大きな問題となった。酸化によって体積が膨張することで格納容器が破裂したり、ピットが変形する恐れもあった。
事故あるいは設計上の都合によってピットが重水素や三重水素に晒されると、水素化腐食が起こってピットの表面に自然発火性の水素化プルトニウムの層ができる。これは空気中の酸素によって加速される.。また、重水素と三重水素は多くの材料に水素脆化を引き起こす。
保管条件が適切でないと腐食が起きやすい。パンテックス保管所で使われていた AL-R8 コンテナは腐食を防ぐどころか自己腐食性があった。ピット自身の崩壊熱（ピットが 150 ℃にも達することがあった）も懸念材料で、多数のピットを保管する施設では積極的に冷却する必要があった。湿度管理も問題となった。
ベリリウム外殻は清掃に使う溶剤によって腐食することがある。研究の結果、 トリクロロエチレン (TCE) はベリリウムを腐食させ、トリクロロエタン (TCA) は腐食させないことが分かった。ベリリウム外殻を持つピットの腐食は、パンテックス保管施設での保管期間が延びるにつれ大きな懸案となっていった。

### 含有同位体の問題
ピットにプルトニウム240が含まれると崩壊熱や放出中性子が増え、核分裂効率が下がり、過早爆発や不完全核爆発を起こす危険性が高まる。このため、兵器級プルトニウムではプルトニウム240濃度は7%以下に制限されている。 スーパーグレードでは4%以下とされ、アメリカ海軍の水上艦や潜水艦に搭載される核兵器など、乗員の被爆が懸念される用途で用いられた。
プルトニウム241は兵器級プルトニウムに0.5%ほど含まれている。これは、アメリシウム241に壊変する際に強いガンマ線を放射する。年月とともにプルトニウム中のアメリシウムは増えていき、ガンマ線の線量が増えることで作業者に危険を及ぼす。このため、アメリシウムは新たに生産された、あるいは再処理で得られたプルトニウムから除去しなければならない。。しかし、1967年にロッキーフラッツ工場ではコスト削減と生産効率向上のためアメリシウム分離を行わなくなり、ラインにはアメリシウムを含んだ古いピットが最大で80%も流れていた。 このため、作業者のガンマ線被爆量は増えることになった。

### 経年劣化の問題
プルトニウムガリウム合金などの金属相プルトニウムは主に腐食と自己照射により劣化していく。
プルトニウムは化学的に反応性が高いが、乾燥空気中では表面に二酸化プルトニウムの不動態層を作るため、腐食速度は年間 200 nm 程度になる。しかし、湿った空気中では不動態層が侵されて室温での腐食速度は200倍（0.04mm/年）、100℃では10万倍（20㎜/年）にもなる。プルトニウムは水から酸素を奪って酸化し、放出された水素を吸着したり水素化プルトニウムを生成する。水素化プルトニウムの相は20cm/時もの速度で成長し、薄い外殻はたちまち腐食してしまう。水の存在により、二酸化プルトニウムは非化学量論的酸化物（最大で PuO2.26）を生成する。プルトニウムの小片は自己発火性があるが、これは三酸化二プルトニウム（Pu2O3）の層が速やかに酸化されて二酸化プルトニウムとなり、このとき発生する熱によって熱容量の小さい小片は簡単に発火点（約 500 ℃）に達するためである。
自己照射はプルトニウムのアルファ崩壊により起こる。プルトニウム239はアルファ崩壊によりアルファ粒子（すなわちヘリウム原子核）を放出してウラン235となる。 アルファ粒子は5MeVほどのエネルギーを持っており、結晶中を10 μmほど進んだ後、停止しところで周囲の原子から電子を奪ってヘリウム原子になる。また、不純物として含まれるプルトニウム241はベータ崩壊によりアメリシウム241となり、さらにアルファ崩壊によりネプツニウム237となる。
アルファ粒子は自らのエネルギーを電子に与えて止まるが、このとき熱が発生する。より重いウラン原子は約 85 keV のエネルギーを持つが、その 3/4 ほどのエネルギーによって結晶格子内で 12 nm ほど弾き出される。この結晶格子の乱れはさらに20,000個の原子に影響し、90%ほどは熱的に励起されてその場に留まり、残り10%ほどが結晶格子から弾き出されてしまう。この結果、欠陥が生じた場所では再結合やマイグレーションが起こり、2,500箇所ほどのフレンケル欠陥と数 ps ほどの局所的な発熱が生じる。兵器級プルトニウムではすべての原子が10年に1回程度の割合で弾き出される。
極低温ではアニーリングが起きないため、自己放射によりα相プルトニウムは膨張（スウェリング）し、δ相は大きく収縮し、β相は少し収縮する。結晶欠陥が増えるため電気抵抗も大きくなる。いずれの相も、長時間経過すると平均密度 at 18.4 g/cm3 の非晶質状に変化してしまう。一方、常温ではほとんどの損傷はアニーリングにより修復される。200 K（-73 ℃）以上では空孔が移動するようになり、400 K（133 ℃）付近では格子間・空孔間の再結合が起こるようになるためである。プルトニウムは常温で保管されていれば40年以上経過しても目立った損傷は見られない。
保管期間50年では、典型的な試料ではヘリウムが2000ppm、アメリシウムが3700ppm、ウランが1700ppm、ネプツニウムが300ppmほど含まれる。
プルトニウムピット 1キログラム中に200 cm3 のヘリウムが含まれることになり、このヘリウムを同じピットと同じ体積の容器に入れると3気圧になる量である。ヘリウムは空孔と同じように結晶中を移動したり、空孔にトラップされたりする。ヘリウムが入った空孔は合体して気泡となり、スウェリングを生じる。気泡状のものよりも空隙状のものの方が発生しやすい。

## 生産と査察
放射線識別システムは核兵器査察のための手法の一つであり、核兵器の出自と状態を検証して核兵器を確実に識別できる。さまざまな物理的手法が用いられるが、たとえば高分解能ゲルマニウム検出器を用いたガンマ線分光法では、酸素17の第一励起状態を示す 870.7 keV のガンマ線を検出することにより、試料中に二酸化プルトニウムが含まれることを証明できる。プルトニウムの生産時期はプルトニウム241または娘核種のアメリシウム241の存在比を測定することで明らかにできる。しかし、受動的ガンマ線測定法は国際的な核兵器査察において論争の原因となり得る。なぜなら、各国で軍事機密として扱われているプルトニウムの同位体比などの核材料の特性が明らかにされてしまうからである。
1954年から1989年にかけて、アメリカの核兵器ピットはロッキーフラッツ工場で生産されていたが、安全上の理由により閉鎖された。アメリカ合衆国エネルギー省は同地でのピット生産再開を試みたが、何度も失敗している。結局、エネルギー省は1993年にベリリウムの生産を、1996年にピットの生産を、ロッキーフラッツ工場からロスアラモス国立研究所に移転させた。備蓄または余剰のピットは、解体核兵器から発生したものを含めると12,000基以上にもなり、すべてパンテックス保管施設に保管されている。5,000基（プルトニウムとして約15トン）は戦略的備蓄とされ、残りは退役させることになった。ロスアラモス国立研究所におけるピットの新規生産は年間 約20基に制限されている。国家核安全保障局は高信頼性代替核弾頭の開発のため生産数を引き上げようとしたが、議会は関連予算の拠出を否決し続けている。
2010年頃まで、ロスアラモス国立研究所は年間10-20基分のピット生産能力を持っていた。化学・冶金研究代替施設（The Chemistry and Metallurgy Research Replacement Facility,  CMMR) により能力が拡張される予定であるが、どの程度の規模となるかは明らかになっていない。2008年以前の防衛分析研究所の報告では「将来的なピット生産能力はCMRRにおいて125基/年、一時的には200基/年が必要である」とされている。
ロシアは解体核兵器のピットをマヤーク核技術施設に保管している。

## ピットの再利用
解体核兵器から出たピットからプルトニウムを取り出すには、機械的な方法（例えば旋盤で外殻を除去するなど）と化学的な方法がある。一般的には水素化物法が使われる。これは、以下の手順で行われる。
1. ピットを二分割する
2. 半分にしたピットを、切断面を下にして、密閉容器の中に収めた漏斗付きるつぼに被せる
3. 密閉容器に水素を注入する
4. 水素とプルトニウムが反応して水素化プルトニウムが生成し、漏斗を通ってるつぼに溜まる
5. るつぼを加熱して水素化プルトニウムを分解し、プルトニウムを得る

プルトニウムは酸化物や窒化物としても回収できる。実際にこの方法でピットからすべてのプルトニウムを回収することができるが、ピットごとに構成や合金組成、ウラン-プルトニウム複合材の有無が異なるため処理は複雑になる。兵器級プルトニウムは核兵器への転用を防ぐため他の素材と混合（典型的には核兵器として使用できない程度までプルトニウム240を混入する）しなければならない。

## 訳注
1. ↑  当時は爆撃機から投下する以外に核兵器の運搬手法がなかったため、乗員の安全確保のために運搬中は万一の事故でも臨界にならないように核物質の一部を取り外しておき、使用直前に組み込むことで核爆発可能な状態にする、という手段が用いられていた。
2. ↑  一体型ピットであればピット深部で発生したガンマ線はピットそのものによってある程度遮蔽されるが、中空ピットは薄い球殻のためガンマ線の遮蔽効果が期待できなくなってしまったのである。